# Zozea
Zozea es una localidad de México perteneciente al municipio de Alfajayucan en el estado de Hidalgo.

## Geografía
A la localidad le corresponden las coordenadas geográficas 20° 26’ 4.311” de latitud norte y 99° 21’ 25.741” de longitud oeste, con una altitud de 1875 m s. n. m. Se encuentra a una distancia aproximada de 3.78 kilómetros al noroeste de la cabecera municipal, Alfajayucan.
En cuanto a fisiografía se encuentra dentro de la provincia del Eje Neovolcánico dentro de la subprovincia de Llanuras y Sierras de Querétaro e Hidalgo; su terreno es de lomerío y llanura. En lo que respecta a la hidrología se encuentra posicionado en la región Panuco, dentro de la cuenca del río Moctezuma, en la subcuenca del río Alfajayucan. Cuenta con un clima semiseco templado.
Esta localidad se encuentra cerca de la presa Vicente Aguirre también conocida como "Las Golondrinas" o "Zozea".

## Demografía
En 2020 registró una población de 1384 personas, lo que corresponde al 7.22 % de la población municipal. De los cuales 668 son hombres y 716 son mujeres. Tiene 366 viviendas particulares habitadas.
| Gráfica de evolución demográfica de Zozea entre 1900 y 2020                                  |
|                                                                                              |
| Población de los censos y conteos del Instituto Nacional de Estadística y Geografía (INEGI). |

## Economía
La localidad tiene un grado de marginación medio y un grado de rezago social bajo.